# 藤田貞資
藤田 貞資（ふじた さだすけ、享保19年9月16日（1734年10月12日） - 文化4年8月6日（1807年9月7日））は、江戸時代中期の和算家である。定資、定賢とも。通称は彦太夫、後に權平と改める。字は子證、雄山と号す。 
武蔵国男衾郡本田村（現埼玉県深谷市）の本田家に生まれ、後に藤田定之の養子となる。宝暦12年（1762年）28歳の時に山路主住の作暦手伝となるが、明和4年（1767年）に眼病のため天文方手伝を退いた。翌年、久留米藩主で関流の和算家でもある有馬頼徸に召抱えられ二十人扶持を受けた。門人の神谷定令と共に主著『精要算法』を巡って会田安明と論争した。文化4年（1807年）病のため致仕、同年74歳で没している。
山路主住の高弟として天下第一人と称されており、ライバルである会田安明も「定資を讃えて海内の一人と云えり」と記している。しかし同門の安島直円が独創的な研究成果を残している一方で、藤田の研究業績はさして見るべきものがないと評されている。
弟子に米沢藩士の黒井忠寄がいる。
大正5年（1916年）、正五位を追贈された。